# 한옥정
한옥정(1978년 4월 23일 ~ )은 대한민국의 가수, 방송인이다.

## 학력
- 서울예술대학교 실용음악학과 중퇴

## 경력
- 2006년 그룹 '달래음악단' 리더

## 음반
- 2011년 저 북녘에도 복음이
- 2018년 인생은 짧은 거야
- 2018년 내 고향